# Welsh curlingteam (gemengd)
Het Welshe curlingteam vertegenwoordigt Wales in internationale curlingwedstrijden.

## Geschiedenis
Wales nam voor het eerst deel aan een internationaal toernooi voor gemengde landenteams tijdens de openingseditie van het Europees kampioenschap in het Andorrese Canillo. Het miste net de play-offs en behaalde de dertiende plaats. Wales werd Europees kampioen onder leiding van Adrian Meikle in 2007. In de finale werd Denemarken verslagen met 6-5. Wales liet in 2009 en 2012 verstek gaan. In de andere jaren kwam het team niet verder dan een tiende plaats in 2011.
Na de tiende editie van het EK werd beslist het toernooi te laten uitdoven en te vervangen door een nieuw gecreëerd wereldkampioenschap voor gemengde landenteams. De eerste editie vond in 2015 plaats in het Zwitserse Bern. Wales kwam nooit verder dan een zestiende plaats.

## Wales op het wereldkampioenschap
| Jaar | Plaats | Skip          | WG | W | V | PV | PT |
| ---- | ------ | ------------- | -- | - | - | -- | -- |
| 2015 | 22     | Adrian Meikle | 8  | 3 | 5 | 41 | 51 |
| 2016 | 19     | Andrew Tanner | 7  | 4 | 3 | 38 | 39 |
| 2017 | 20     | Adrian Meikle | 6  | 3 | 3 | 34 | 29 |
| 2018 | 20     | Adrian Meikle | 8  | 3 | 5 | 48 | 48 |
| 2019 | 23     | Adrian Meikle | 7  | 3 | 4 | 27 | 51 |
| 2022 | 16     | Adrian Meikle | 7  | 3 | 4 | 44 | 45 |
| 2023 | 33     | Adrian Meikle | 8  | 1 | 7 | 25 | 65 |
| 2024 | 28     | Gary Coombs   | 7  | 3 | 4 | 45 | 48 |

## Wales op het Europees kampioenschap
| Jaar | Plaats        | Skip           | WG            | W             | V             | PV            | PT            |
| ---- | ------------- | -------------- | ------------- | ------------- | ------------- | ------------- | ------------- |
| 2005 | 13            | Peter Williams | 4             | 2             | 2             | 21            | 33            |
| 2006 | 19            | Lesley Gregory | 5             | 1             | 4             | 22            | 42            |
| 2007 | 1             | Adrian Meikle  | 9             | 7             | 2             | 60            | 46            |
| 2008 | 19            | Adrian Meikle  | 6             | 1             | 5             | 24            | 51            |
| 2009 | Geen deelname | Geen deelname  | Geen deelname | Geen deelname | Geen deelname | Geen deelname | Geen deelname |
| 2010 | 19            | Adrian Meikle  | 7             | 1             | 6             | ?             | ?             |
| 2011 | 10            | Adrian Meikle  | 8             | 5             | 3             | 45            | 43            |
| 2012 | Geen deelname | Geen deelname  | Geen deelname | Geen deelname | Geen deelname | Geen deelname | Geen deelname |
| 2013 | 14            | Adrian Meikle  | 7             | 3             | 4             | 38            | 37            |
| 2014 | 13            | Adrian Meikle  | 7             | 3             | 4             | 40            | 42            |